# Cathédrale de Bielle
La cathédrale de Bielle ou cathédrale Saint-Étienne (en italien : duomo di Biella ou cattedrale di Santo Stefano) est une église catholique romaine de Bielle, en Italie. Il s'agit de la cathédrale du diocèse de Bielle.
Elle est dédiée à saint Étienne le Protomartyr. Au XIe siècle, une petite église a été construite à l'emplacement de l'actuelle cathédrale, dont il reste quelques chapiteaux. À partir de 1402, l'église Santa Maria Maggiore (ou Santa Maria in Piano) a été construite pour répondre à un vœu fait par les habitants après la peste de 1399.
En 1772, Santa Maria Maggiore fut choisie comme cathédrale du nouveau diocèse de Bielle et entièrement restaurée en style néogothique par Ignazio Giulio Antonio. Au cours de cette phase, qui dura jusqu'en 1803, l'église fut agrandie par l'ajout de deux nefs et de chapelles latérales, par la construction de la sacristie et de la sépulture des chanoines.
L'édifice fut ensuite complété par l'agrandissement des nefs et la construction d'un portique néogothique par Felice Marandono (1826). 

## Galerie

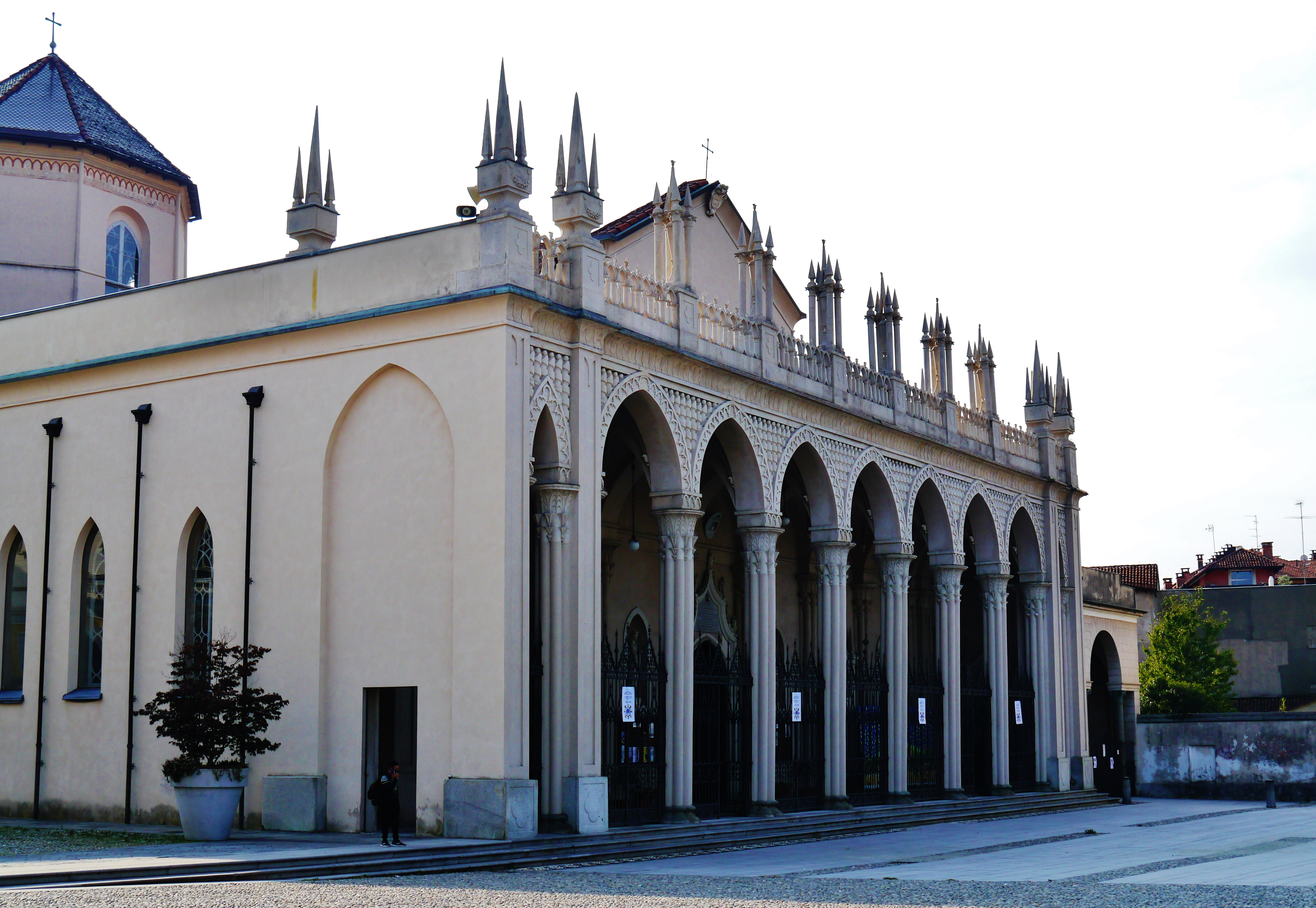
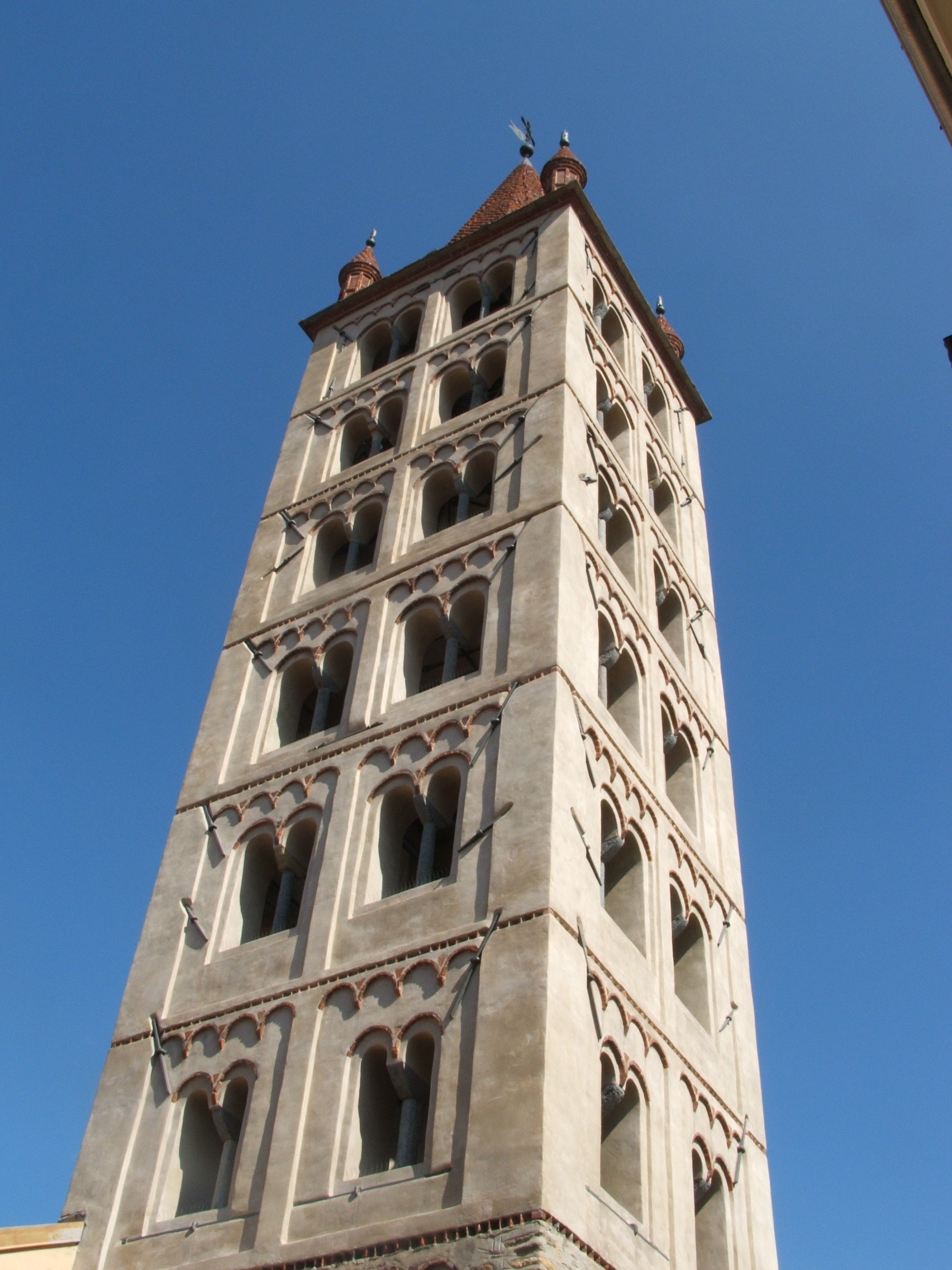
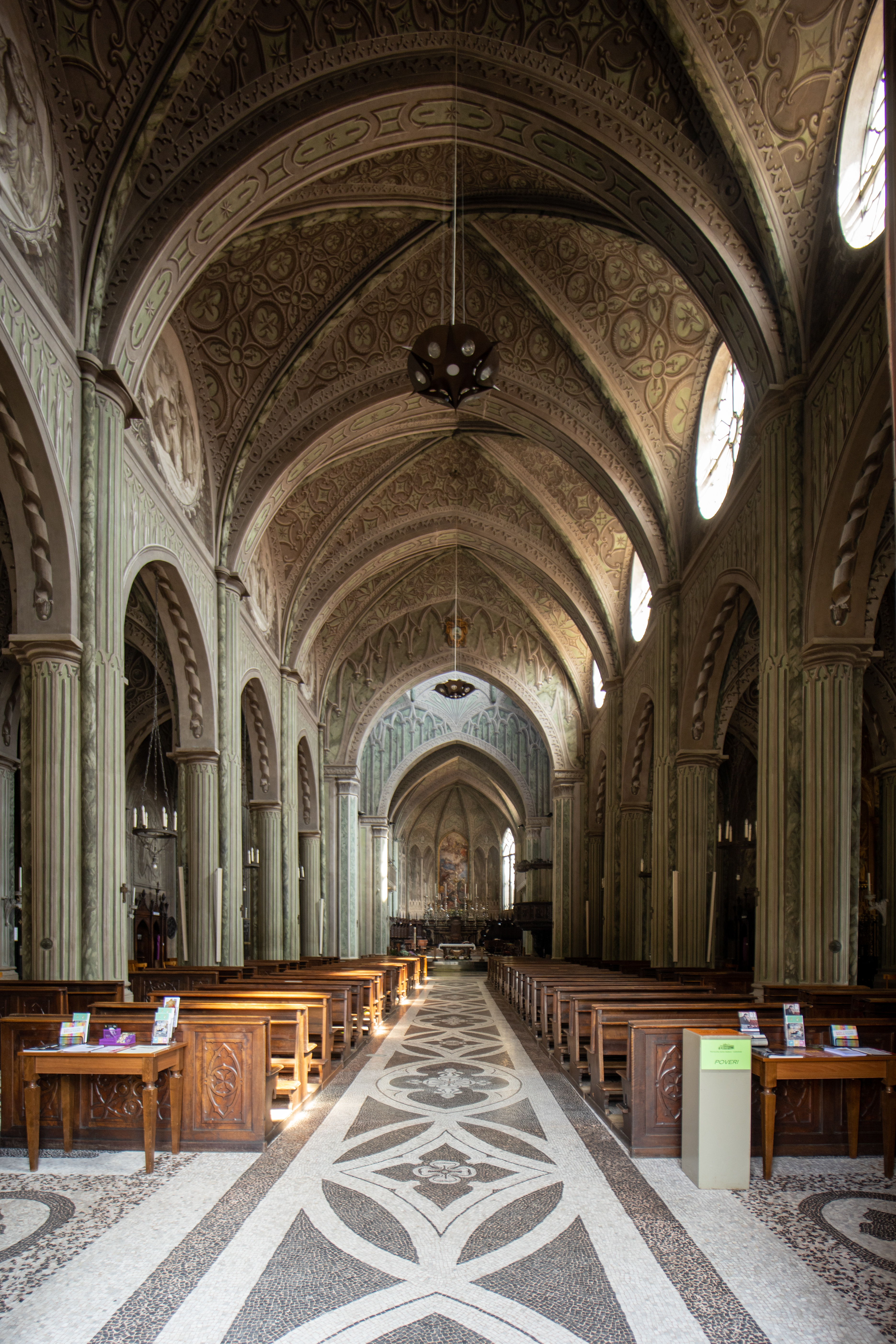
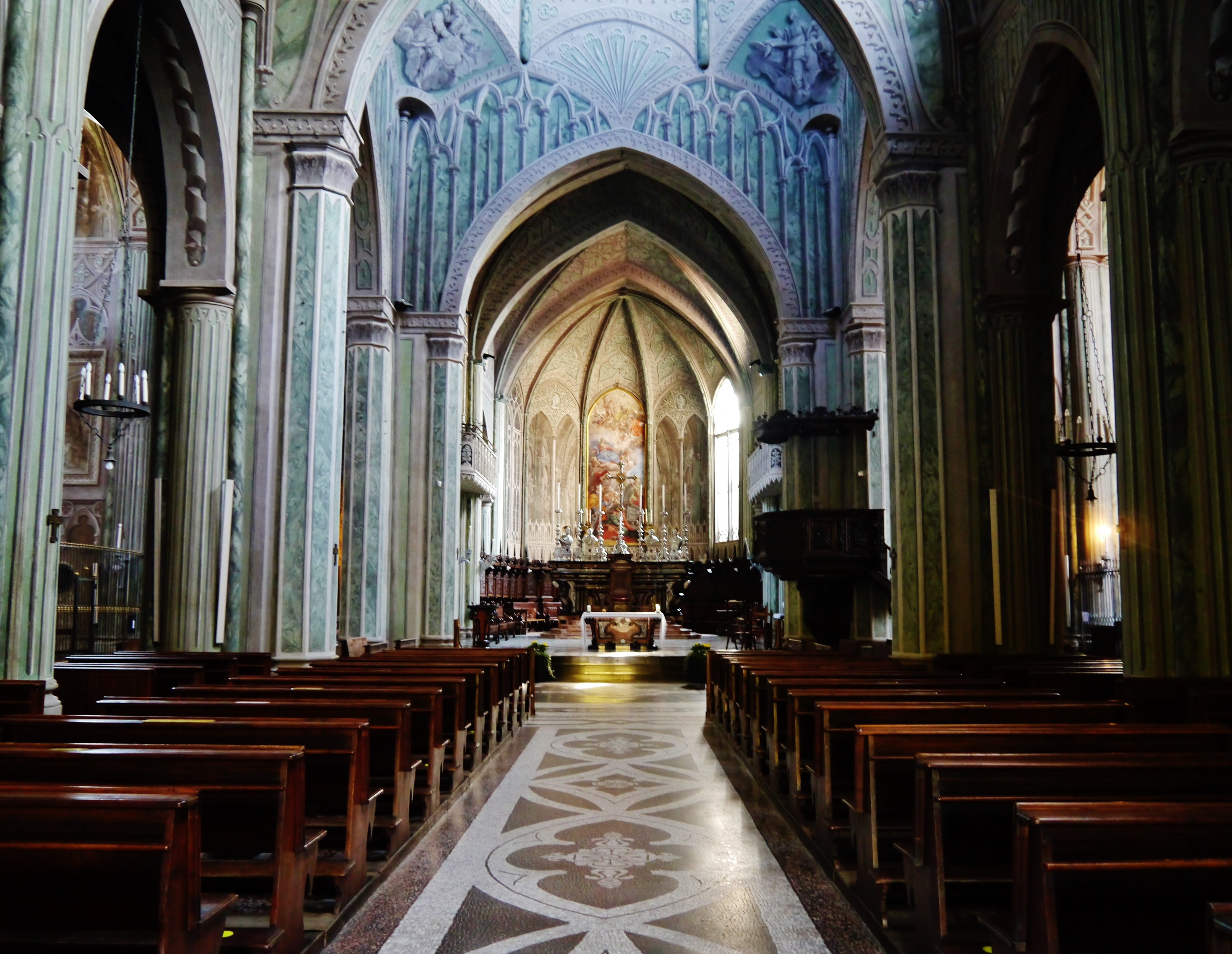

### Articles liés
- Liste des cathédrales d'Italie